# Вознесенка (Приморский край)
Вознесе́нка — село в Хорольском районе Приморского края России. Входит в состав Ярославского городского поселения.

## История
Село основано в 1885 году переселенцами из Полтавской и Черниговской губерний, Литвы и Белоруссии. В годы коллективизации многие зажиточные хозяева были раскулачены и репрессированы. Тогда же в 1930 году образовался колхоз «им. Ярославского». В годы Великой Отечественной войны на полях сражений погиб 131 житель села. В 1975 году им был установлен памятник возле Дома культуры.

## Население
| 1897  | 1900  | 1912  | 1915  | 1926  | 2002  | 2008  |
| ----- | ----- | ----- | ----- | ----- | ----- | ----- |
| 550   | ↗1687 | ↗2573 | ↗3001 | ↗3435 | ↘1507 | ↘1451 |
| 2010  |       |       |       |       |       |       |
| ↗1537 |       |       |       |       |       |       |

## Улицы
| - Весенняя ул. - Горького ул. - Ильича ул. - Кирова ул. - Крупская ул. | - Лазо ул. - Ленинская ул. - Луговая ул. - Майский мкр. - Первомайская ул. | - Пионерская ул. - Флюоритовая ул. - Фрунзе ул. - Чкалова ул. - Школьная ул. |

## Экономика
Ведущее предприятие села — СХПК «Вознесенский», который занимается выращиванием и реализацией зерновых.

## Инфраструктура
В селе действует фельдшерско-акушерский пункт, почтовое отделение, библиотека, клуб, детсад, школа, магазины.

## Известные уроженцы
- Коновалов, Илья Григорьевич (1920—1979) — советский гарпунер, Герой Социалистического Труда.